# Ford C-Series
Ford C-Series — серия средне- и крупнотоннажных грузовых автомобилей, выпускавшихся компанией Ford с 1957 по 1990 год.

## C-Series COE (1948—1956)

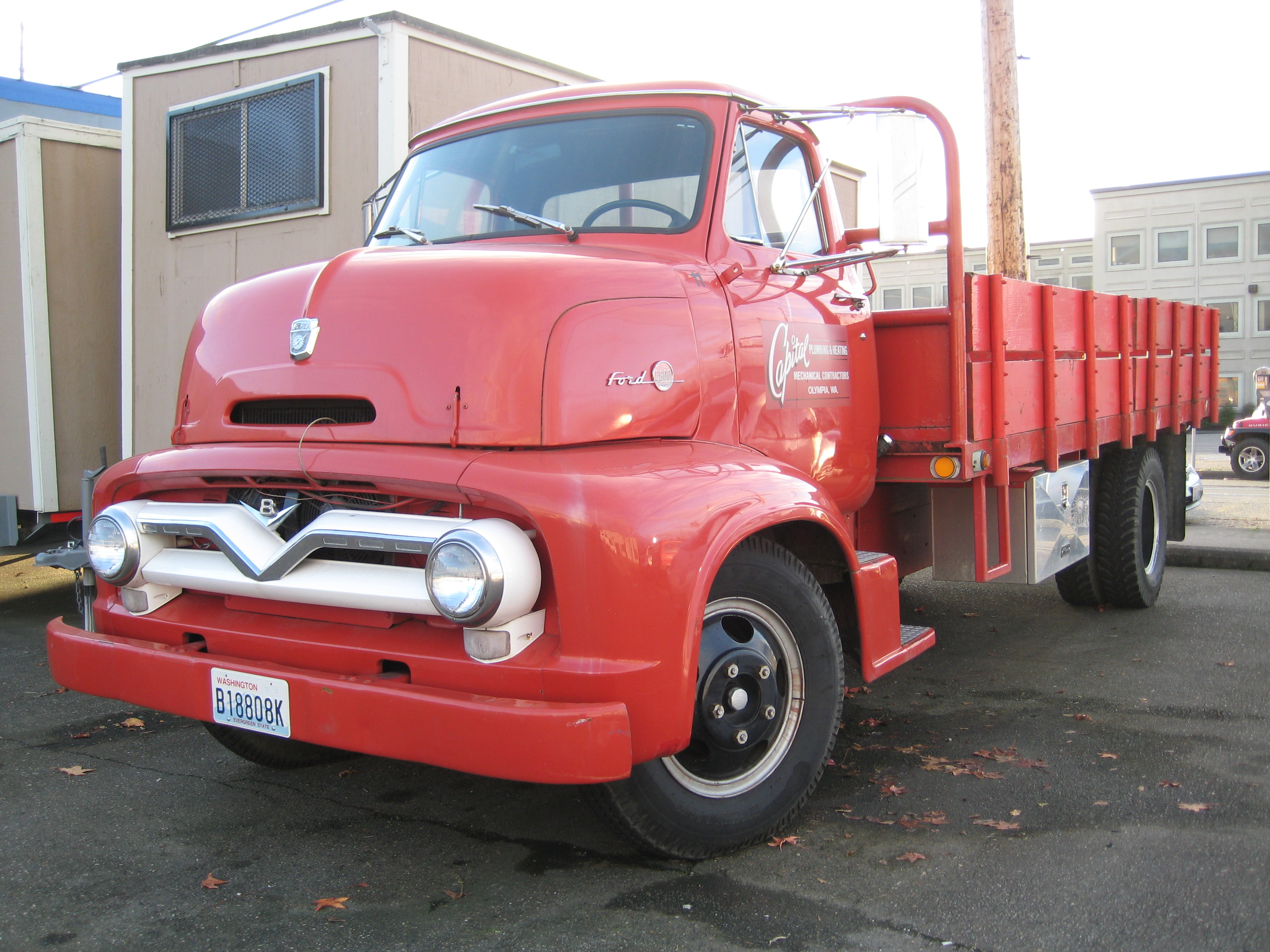
1955 Ford C-600

Как и другие автопроизводители, выпускавшие грузовики с компоновкой «кабина над двигателем» до 1960-х годов, ранние грузовики Ford C-Series были «шлемообразными», с передней кабиной, у которых были общие компоненты с Ford F-Series. С 1948 по 1952 год автомобили обозначались индексами F-5, F-6, F-7 и F-8, а в 1953 году они были переименованы в C-Series.
Модели состояли из C-500, C-600, C-700, C-750, C-800, C-850 и C-900. Как и F-900, C-900 также включал модель «Big Job». Грузовики с дизельным двигателем включали дополнительный ноль в обозначения моделей (например, C-8000 или C-9000).

## История дизайна
Когда производитель Ford начал дорабатывать свои автомобили в 1957 году, были разработаны кабины собственного дизайна, отличающиеся от остальной линейки грузовиков Ford. У переднего бампера была небольшая решётка радиатора с эмблемой в виде четырёхконечной звезды на каждом конце, под лобовым стеклом было написано слово «F O R D», а между фарами — эмблема в виде зубчатого колеса и молнии. Вариации этой эмблемы были обнаружены на многих других грузовиках Ford в 1950-х и 1960-х годах. Серия C дольше всех сохраняла этот логотип.

К 1961 году был возвращён дизайн с одной фарой. В модельный ряд была добавлена модель Super Duty. Также было добавлено небольшое спальное место.

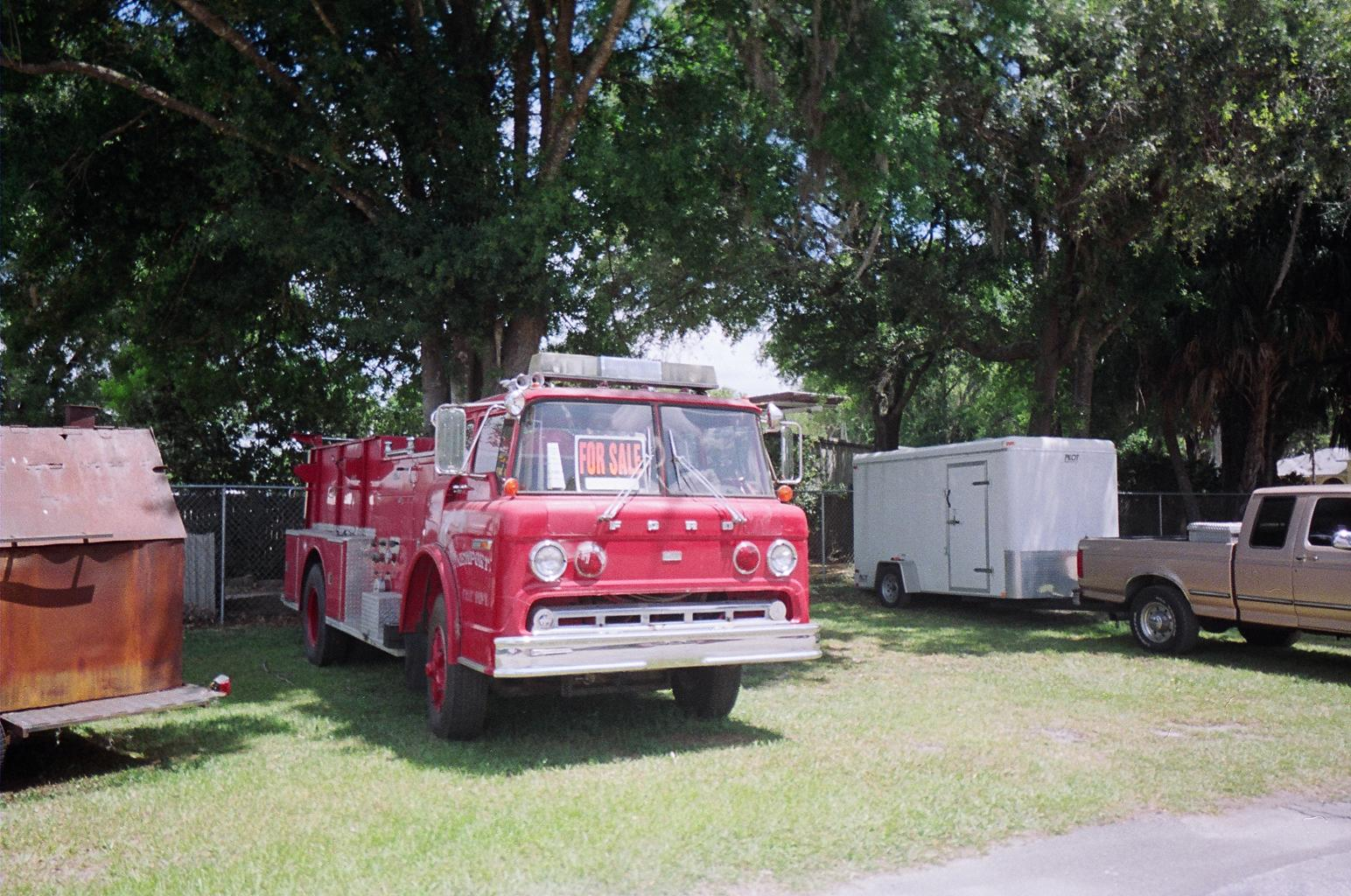
1973 Ford C-900
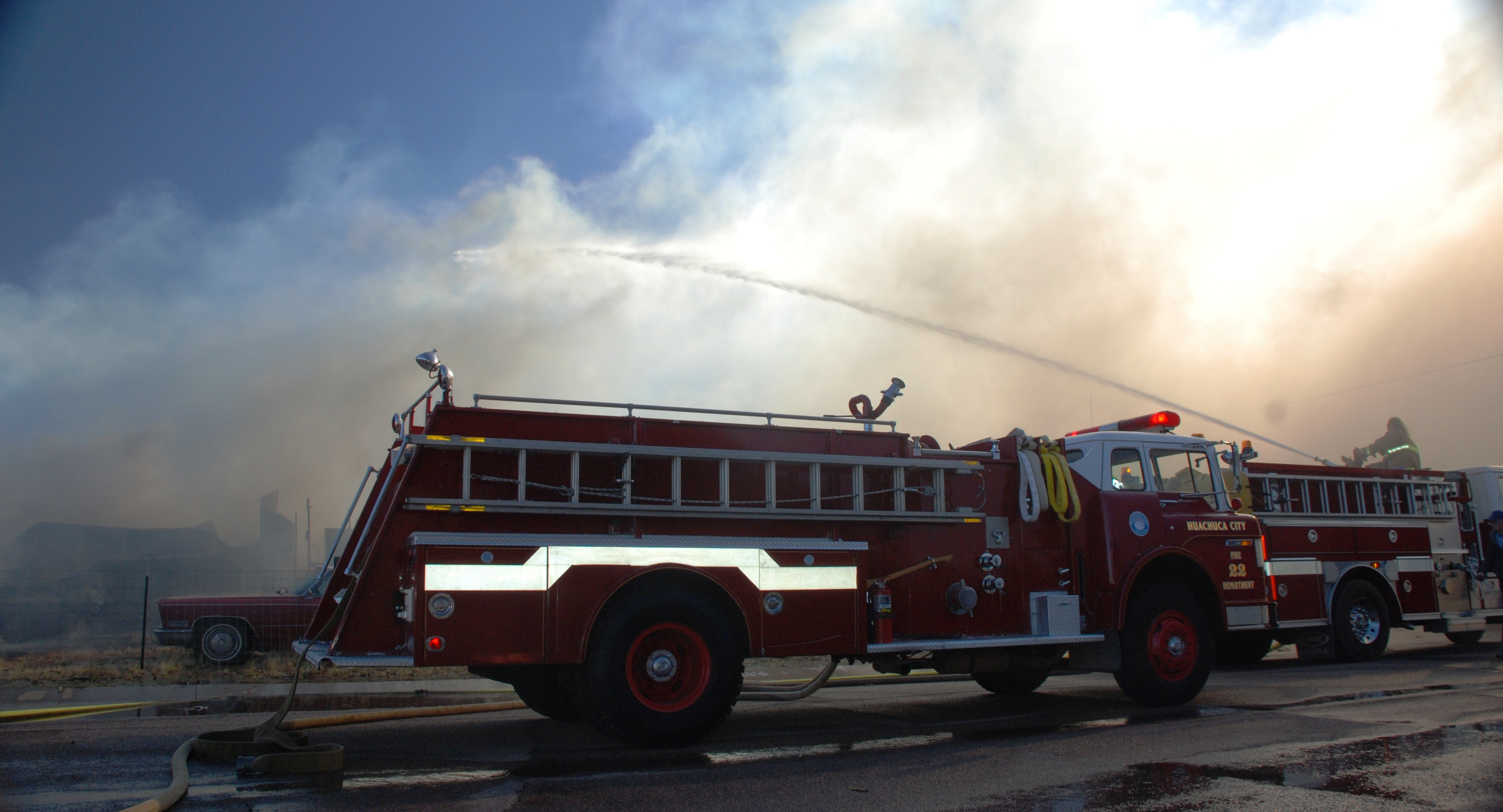
Пожарный автомобиль в действии (2010 год)

### 1963—1990

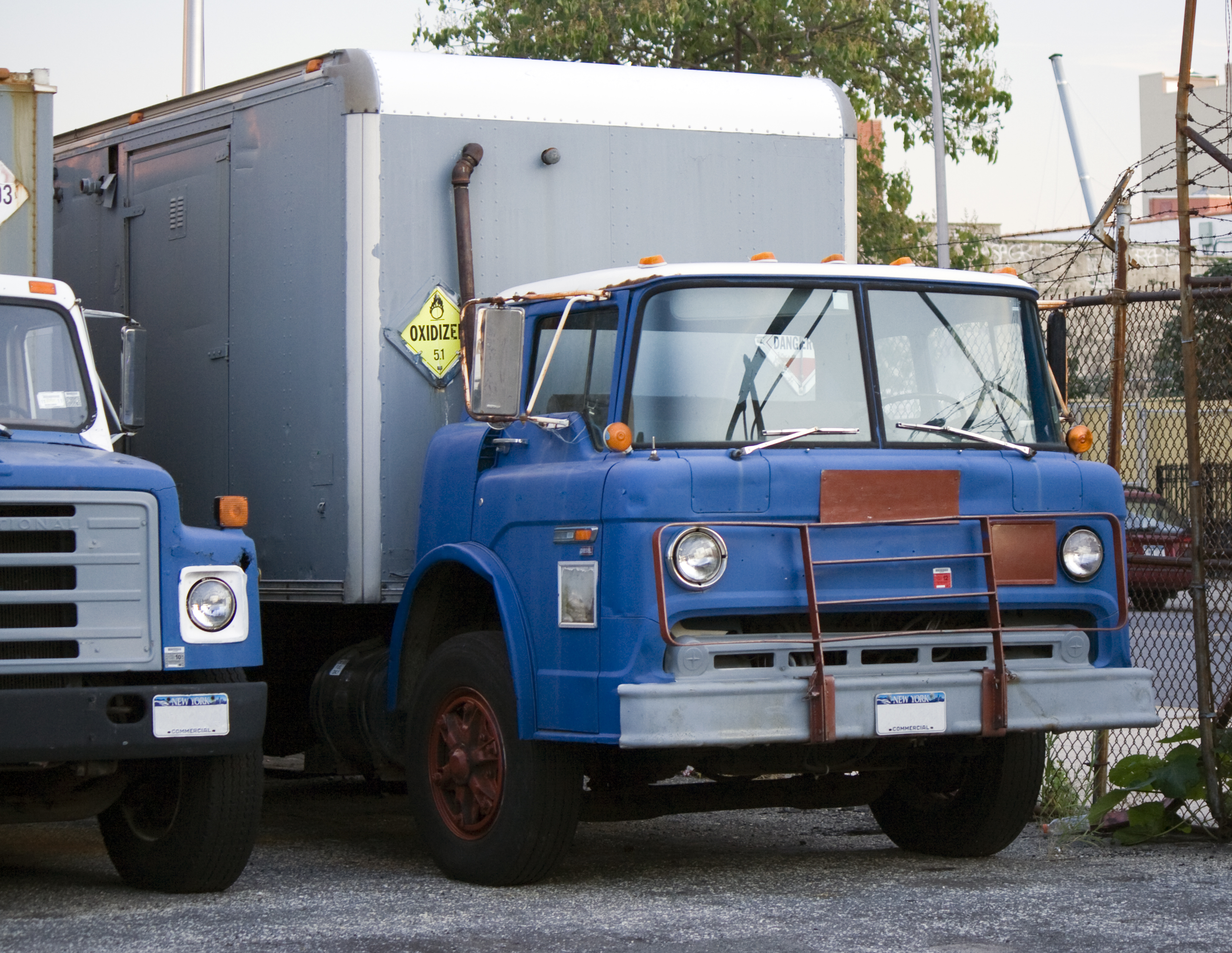
1986 Ford C-800

В 1963 году C-Series был модернизирован, сохраняя те же знаки отличия на капоте, которые также устанавливались на остальную гамму грузовых автомобилей средней и повышенной грузоподъёмностей. На логотипе было слово FORD поверх трапециевидной формы с обозначением номера модели. Этот знак отличия использовался до 1967 года. В то же время в моторную гамму вошли дизельные двигатели.
В 1968 году федеральные правила обязали всех автопроизводителей добавлять боковые габаритные отражатели или фары, которые Ford смог добавить к новой эмблеме капота, используемой на F-Series с 1967 года. В том же году этот знак отличия был добавлен и на двери C-Series. В отличие от Ford F-Series, который снял их в 1973 году, серия C сохранила их до окончания производства в 1990 году.
1974 год стал последним для герба в виде шестерёнки и молнии, который украшал переднюю часть грузовиков серии C с самого начала, а также других грузовиков Ford с 1950-х годов. В 1980-х годах Ford начал добавлять свой синий овальный логотип на все модели; он был добавлен в серию C в 1984 году.

## Двигатели

### Бензиновые[2]
- Ford 300 (4,9 л) I6
- Ford 401, 477 и 534 Super Duty V8
- Ford 292 & 292HD Y-block (1957—1963)
- Ford 330MD/HD, 359XD, 361 & 389XD, 391 FT V8 (1964—1978)
- Lincoln 302 и 332 Y-Block V8 (1957—1963)
- Ford 370 и 429 (1979—1990)

### Дизельные
- Caterpillar 1160/3208 V8
- Cummins N Series I6
- Cummins C8.3 I6
- Ford 6.6L & 7.8L I6
- Detroit 8.2L «Fuel Pincher» V8

## Ford H-Series (1961—1966)
В 1961 году была представлена крупнотоннажная версия серии C — H-Series. Кабина размещена намного выше шасси, а передняя ось была перемещена вперёд. Благодаря более высокому расположению кабины появилось место для решётки радиатора большего размера. Вырезы в кабине для передних колёс C-series были превращены в напольные ящики для инструментов и багажное отделение. Благодаря сложенному внешнему виду автомобиль вскоре получил прозвище «Двухэтажный сокол». Грузовики серии HD с дизелями Cummins N-series были первыми дизельными грузовиками Ford.
К 1966 году серия H была заменена серией W.